# Stephen Timms

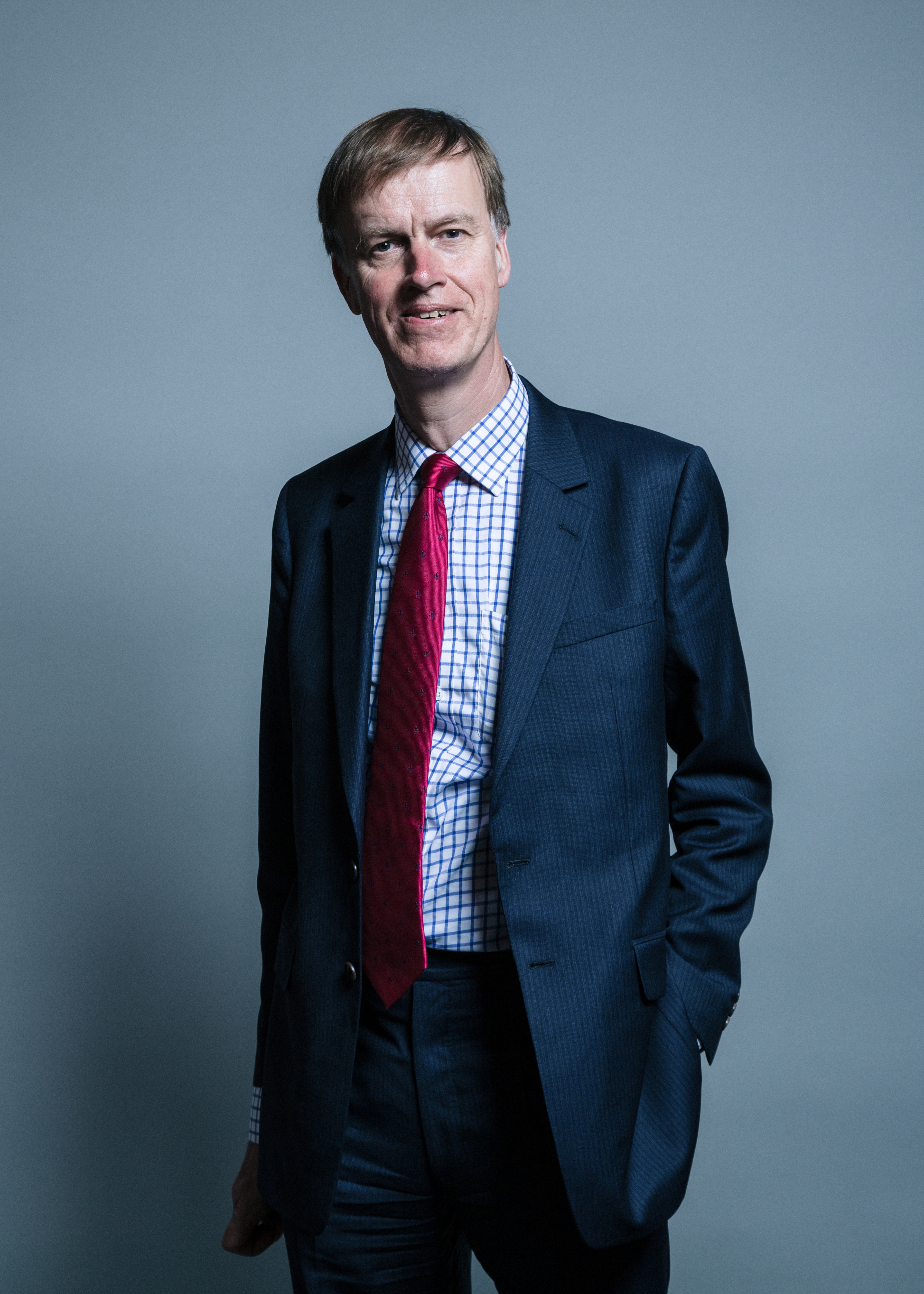
Stephen Timms.

Stephen Creswell Timms, född den 29 juli 1955 i Oldham, är en brittisk politiker inom Labour Party, som varit parlamentsledamot för valkretsen East Ham sedan 1994. Han är en före detta kabinettsminister och har bland annat tjänstgjort på finansdepartementet. Under 2010 blev han utsatt för en allvarlig knivhuggning, men klarade sig med livet i behåll.

## Knivhuggningen
Den 14 maj 2010 attackerades Timms av den då 21-åriga kvinnan Roshonara Choudhry vid biblioteket Beckton Globe Library i Kingsford Way, Beckton, East London. Choudry agerade som om hon ville skaka hand med politikern, men istället knivhögg hon honom två gånger med en kökskniv, innan hon övermannades. Roshonara sade att hon hämtat inspiration genom att titta på videor av Anwar al-Awlaki på Youtube, och Youtube tog bort dessa filmer efter domen. Timms fick potentiellt livshotande skador, men klarade sig med livet i behåll. Operationerna gjordes på Royal London Hospital. Kvinnan har sagt att attacken berodde på att hon ville straffa Timms för att han röstat för Irakkriget, och en hämnd från Iraks folk. Den 2 november 2010 befanns Choudry skyldig till mordförsök och dömdes till livstidsstaff, med rekommendationen att tiden i fängelse skulle vara minst 15 år. Timms sa efter domen att han inte var bitter, men att han inte skulle förlåta Roshonara förrän hon ångrade sitt handlande.